# Coppa Interamericana 1989
La Coppa Interamericana 1989 è stata la dodicesima edizione del trofeo riservato alle squadre vincitrici della CONCACAF Champions' Cup e della Coppa Libertadores.

## Tabellino

### Andata
| Arbitro: | Orellana |

| |            | |
| Fajardo 72’ Galeano 75’ | Marcatori  | |
| · Higuita P · Herrera D · Perea D · Cassiani D · G. Gómez D · A. García C · F. Pérez C · Galeano C · Valderrama C · Carmona C · Fajardo A · Hernández A · Asprilla A | Formazioni | · P Bernal · D Castillo · D Ramírez Perales · D Suárez · D Medina · C España · C Negrete · C Misdrahi · A L. García · A Patiño · A Campos · A Vera |
| H. Gómez | Allenatori | Mejía Barón |

### Ritorno
| Arbitro: | Escobar |

| |            | |
| Negrete 86’ (rig.) | Marcatori  | 28’ (aut.) Nava 67’ Restrepo 70’ Galeano 87’ Arango |
| · Bernal P · 56’ Castillo D · Patiño A · Nava D · Ramírez Perales D · Suárez D · 36’ Misdrahi C · García Aspe C · España C · Negrete C · Vera A · Campos A · L. García A | Formazioni | · P Higuita · D Herrera · D Perea · D Cassiani · D G. Gómez · C R. Pérez · C F. Pérez · C A. García · C Galeano · A Fajardo 60’ · C Restrepo · A Hernández 64’ · A Arango |
| Mejía Barón | Allenatori | H. Gómez |